# Lumpy (Happy Tree Friends)
Lumpy er en fiktiv figur, der optræder i flash kortfilmsserien Happy Tree Friends. 

## Karakterer
Lumpy er en lyseblå elg, med en tilsyneladende lav intelligens, dårlige tænder, forvrængede øjne, og forkertvendte gevir. Kendt for at være storebroren, eller muligvis babysitter, for mange af de andre karakterer. Han er meget flink og ofte hjælpsom, men er en komplet idiot og ekstremt uintelligent. I tillæg, skriger han som en pige. Selvom Lumpy generelt aldrig har dræbt nogen efter sin hensigt, er han skildret som en skurk for første gang i "Dunce Upon a Time". Lumpy er ofte set, hvor han bor i sin trailer, undtagen episoderne "Aw, Shucks!" og "Junk In The Trunk" hvor han har et anderledes, større hus. 
Han er en af de eneste voksne figurer i programmet og den eneste karakter med en standard næse med to næsebor (de mindre Happy Tree Friends har alle hjerte-formede næser). Lumpy har sandsynligvis optrådt i flere episoder end alle de andre Tree Friends,  og mange fans betragter ham som den der er til overs. Der har været diskussioner om ham og at han er inspireret af Bullwinkle the Moose og "Montgomery Moose", gruppelederen i The Get-Along Gang, der er resulteret i at han har fået sit mærkelige gevir. Lumpy har haft mange beskæftigelse I mange episoder, inkluderende lærer, billetkontrollør, buschauffør, supermarkeds ejer, politibetjent, og meget andet. Han er ofte en biperson som Wooldoor Sockbat fra Drawn Together. Han er ofte vist i enorme upassende situationer som at sidde dovent, henslængt og nøgen i en hængekøje, mens resten af Happy Tree Friends-banden leger i sneen. Hans lave intelligens og klodsede egenskaber er ofte skyld i andre karakteres død og sommetider sin egen. Rent faktisk har Lumpy været skyld I mindst en af hver figurs død, undtagen Splendid og Cro-Marmot. Han bor i en smadret trailer og kører i en Lincoln Continental. Hans MySpace konto nævner at hans yndlings dessert er ostekage og at han kan lide, at snakke til salathoveder. Han har optrådt i alle tv-serie episoderne undtagen "And the Kitchen Sink" og "Easy For You To Sleigh". Skaberne har indrømmet, til grunden til at de bruger ham så ofte, når de skriver manuskripterne, er: "Okay, we have to not put Lumpy in this episode.", fordi de tror at programmet langsomt er ved at blive til "Lumpy and the Happy Tree Friends." 

## Episoder
- Spin Fun Knowin’ Ya
- Pitchin' Impossible
- You're Bakin' Me Crazy
- It's a Snap
- Off the Hook
- Happy Trails
- Happy Trails part two
- Get Whale Soon
- Milkin' It
- Class Act
- The Way You Make Me Wheel
- I Get a Trick Out of You
- Out on a Limb
- Let It Slide
- Remains to be Seen
- Stealing the Spotlight
- Blind Date
- From A to Zoo
- The Wrong Side of the Tracks
- Don’t Yank My Chain
- Doggone It
- Wishy Washy
- Every Litter Bit Hurts
- As You Wish
- Take a Hike
- A Change of Heart
- Chew Said a Mouthful
- Aw, Shucks!
- Letter Late Than Never
- Easy Comb, Easy Go
- I've Got You Under My Skin
- Junk in the Trunk
- Hear Today, Gone Tomorrow